# WEC 43
WEC 43: Cerrone vs. Henderson（ダブリューイーシー・フォーティスリー：セラーニ・ヴァーサス・ヘンダーソン）は、アメリカ合衆国の総合格闘技団体「WEC」の大会の一つ。2009年10月10日、テキサス州サンアントニオのAT&Tセンターで開催された。

## 大会概要
メインイベントではドナルド・セラーニとベン・ヘンダーソンによるWEC世界ライト級暫定王座決定戦が行われ、ヘンダーソンがセラーニを僅差の判定で降し、暫定王座を獲得した。
キャリア12戦全勝のデイブ・ジャンセン、6戦全勝のウィル・カンプザーノがWECデビュー。

## 試合結果

### プレリミナリィカード
第1試合 フェザー級 5分3R
○  デイヴィダス・タウロセヴィチュス vs.  ハビエル・バスケス ×
3R終了 判定2-1（29-28、28-29、29-28）
第2試合 バンタム級 5分3R
○  チャーリー・ヴァレンシア vs.  コティ・ウィーラー ×
3R終了 判定3-0（30-27、29-28、29-28）
第3試合 バンタム級 5分3R
○  エディ・ワインランド vs.  マニー・タピア ×
3R終了 判定3-0（30-27、30-27、30-27）
第4試合 フェザー級 5分3R
○  マッケンス・セメルジエール vs.  ヴァグネイ・ファビアーノ ×
1R 2:14 三角絞め
第5試合 バンタム級 5分3R
○  スコット・ヨルゲンセン vs.  ノア・トーマス ×
1R 3:13 TKO（レフェリーストップ：グラウンドの肘打ち）
第6試合 ライト級 5分3R
○  アンソニー・ジョクアーニ vs.  ムーシン・コーブリー ×
2R 1:42 TKO（レフェリーストップ：パウンド）

### メインカード
第7試合 バンタム級 5分3R
○  ダマッシオ・ペイジ vs.  ウィル・カンプザーノ ×
1R 1:02 チョークスリーパー
第8試合 フェザー級 5分3R
○  ハファエル・アスンソン vs.  イーブス・ジャボウィン ×
3R終了 判定2-1（30–27、27–30、29–28）
第9試合 ライト級 5分3R
○  デイブ・ジャンセン vs.  リッチ・クランキルトン ×
3R終了 判定3-0（30-27、29-28、29-28）
第10試合 WEC世界ライト級暫定王座決定戦 5分5R
○  ベン・ヘンダーソン vs.  ドナルド・セラーニ ×
5R終了 判定3-0（48-47、48-47、48-47）
※ヘンダーソンが王座獲得に成功。

### 各賞
ファイト・オブ・ザ・ナイト：ベン・ヘンダーソン vs. ドナルド・セラーニ
ノックアウト・オブ・ザ・ナイト：アンソニー・ジョクアーニ
サブミッション・オブ・ザ・ナイト：マッケンス・セメルジエール
ファイト・オブ・ザ・ナイトの2選手にはボーナスとして20,000ドル、それ以外の選手にはボーナスとして10,000ドルが支給された。